# Ambrosius Kühnel
Ambrosius Kühnel (* 12. Januar 1771 in Hilgersdorf bei Lobendau; † 18. August 1813 in Leipzig) war ein deutscher Organist und Verleger.

## Leben
Kühnel war ab 1795 als Nachfolger von Carl Immanuel Engel Organist der römisch-katholischen Hofkapelle SS Trinitatis in Leipzig. Die Kapelle befand sich auf der den (seit 1697 katholischen) Kurfürsten von Sachsen gehörenden Pleißenburg – in den Erdgeschoss-Gewölben des Turmhauses. In den Musiklexika wird Kühnel mit einem in Lobendau bei Liegnitz geborenen Namensvetter verwechselt. In der Taufmatrik der Pfarrei SS Trinitatis Leipzig wird bei der Taufe seines Kindes Carolus Ludovicus am 26. Januar 1801 angegeben, dass Ambrosius Kühnel aus Böhmen stammt.
1800 gründete er mit Franz Anton Hoffmeister den Verlag Bureau de Musique. Nachdem Hoffmeister den Verlag zu Beginn des Jahres 1805 verlassen hatte, um sich wieder verstärkt seinem kompositorischen Schaffen zu widmen, führte ihn Kühnel allein weiter. Mitarbeiter des Verlags waren Carl Friedrich Whistling und Friedrich Hofmeister, die sich später selbstständig machten. Daneben beschäftigte Kühnel um 1808 einen Wiener Agenten namens Leopold Schweizer.
Schwerpunkt des Verlags waren die Werke von Johann Sebastian Bach sowie der Wiener Klassik, die mehr als ein Viertel der Gesamtproduktion umfassten. An Ludwig van Beethoven schrieb Kühnel am 12. April 1806 stolz, „daß ich mehr auf Eleganz & Korrektheit aufwende als Andere“.
Als besondere Leistung gilt die Herausgabe von Ernst Ludwig Gerbers 4-bändigem Neuen historisch-biographischen Lexikon der Tonkünstler, dessen Vollendung er nicht mehr erlebte. Er starb nach der Rückkehr von einem Kuraufenthalt in Karlsbad „im 43. Jahre seines thätigen Lebens“ an einem „Stickflusse“. Der Leipziger Musikkritiker Friedrich Rochlitz schrieb in seinem Nekrolog über Kühnel:

„Er war ein gründlicher Musiker, verstand alle die gewöhnlichern Instrumente, und war besonders als Violoncellist ein vortrefflicher Quartettspieler. Diese seine Kenntnisse und Fertigkeiten hatten auch vortheilhaften Einfluss auf seine Verlagsgeschäfte. Was er an Originalen herausgab, war sehr selten ganz ohne Gehalt, und oft von sehr bedeutendem; was er nachstach, fast immer sehr gut gewählt: beydes aber stets äusserlich vortheilhaft ausgestattet und ausgezeichnet correct – als worauf er selbst den grössten Fleiss wendete. Zu wahrem Ruhme gereicht ihm, dass er nicht selten auch die Herausgabe von weitläufigen Werken übernahm, die der Kunst selbst, nicht aber ihm – wie er auch recht wohl wusste – bedeutenden Vortheil bringen konnten; wie z. B. die Samml. Sebast. Bachscher Werke, Gerbers Neues Tonkünstlerlexikon u. dergl. m.“

Nach seinem Tod führte zunächst die Witwe Francisca Maria Theresia Dominica Kühnel geb. Luschner den Verlag weiter. 1814 wurde er von Carl Friedrich Peters übernommen.

## Werke
Als Komponist trat Kühnel lediglich mit zwölf Orgeltrios hervor.